# ویکتور یانسون
ویکتور یانسون (انگلیسی: Victor Janson؛ ۲۵ سپتامبر ۱۸۸۴ – ۲۹ ژوئن ۱۹۶۰) یک هنرپیشه اهل آلمان بود.
از فیلم‌ها یا برنامه‌های تلویزیونی که وی در آن نقش داشته است می‌توان به عروسک، گربه وحشی، پاراسلسوس، ازدواج فیگارو اشاره کرد.